# Cyathea straminea
Cyathea straminea är en ormbunkeart som beskrevs av Karst. Cyathea straminea ingår i släktet Cyathea och familjen Cyatheaceae. Inga underarter finns listade.